# Aérodrome de Mantes - Chérence
L’aérodrome de Mantes - Chérence (code OACI : LFFC) est un aérodrome agréé à usage restreint, situé sur la commune de Chérence dans le Val-d'Oise (région Île-de-France, France).
Il est utilisé pour la pratique d’activités de loisirs et de tourisme (vol à voile). Le terrain, propriété de la commune de Chérence, est exploité par l'Association aéronautique du Val-d'Oise (AAVO).

## Histoire
L’aérodrome de Mantes-Chérence a été fondé en 1947 pour la pratique exclusive du vol à voile. C'est en effet en avril 1947 que des scouts venus de diverses associations se regroupèrent à Chérence pour assurer la partie aérienne du jamboree de Moisson, commune située sur la rive gauche de la Seine au sud de l'aérodrome. Le scoutisme aérien demeura longtemps une des caractéristiques de ce terrain d'aviation.

## Situation
| \| 20 km1:401 000 \| Beynes - Thiverval Chavenay - Villepreux Chelles Coulommiers Fontenay-Trésigny La Ferté-Alais Lognes-Émerainville Mantes - Chérence Meaux - Esbly Melun-Villaroche Moret - Épisy Nangis Les Loges Saint-Cyr-l'É. Les Mureaux Étampes Charles-de-Gaulle Le Bourget Orly Pontoise - Cormeilles-en-V. Paris-Saclay-Versailles Issy-les-M. Villacoublay |
| 20 km1:401 000 |

## Installations
L’aérodrome dispose de deux pistes en herbe, longues de 900 mètres et larges de 100 :
- la 12/30, orientée ouest-nord-ouest - est-sud-est ;
- la 04/22, orientée nord-est - sud-ouest.

L’aérodrome n’est pas contrôlé. Les communications s’effectuent en auto-information sur la fréquence de 134,15 MHz.
S’y ajoutent :
- une station d’avitaillement en carburant (100LL) ;
- un bureau de piste ;
- quatre hangars ;
- trois ateliers ;
- un club-house et une cuisine ;
- un dortoir et des sanitaires ;
- le pavillon du chef-pilote ;
- un camping réservé aux membres.

## Activités
Les activités sont gérées par l'Association aéronautique du Val-d'Oise (AAVO).